# Селі (Таллінн)
59°26′42″ пн. ш. 24°53′42″ сх. д. / 59.44500° пн. ш. 24.89500° сх. д.
Селі (ест. Seli) — мікрорайон в районі Ласнамяє міста Таллінн. Його населення складає 13 039 чоловік (1 січня 2014). Основними вулицями є Лаагна теє, Петербурі теє, Юмера, Сінімяє, Раадіку, Раху теє. В мікрорайоні курсують автобусні маршрути номер 7, 13, 35, 49, 50, 56, 65, 67.

## Історія

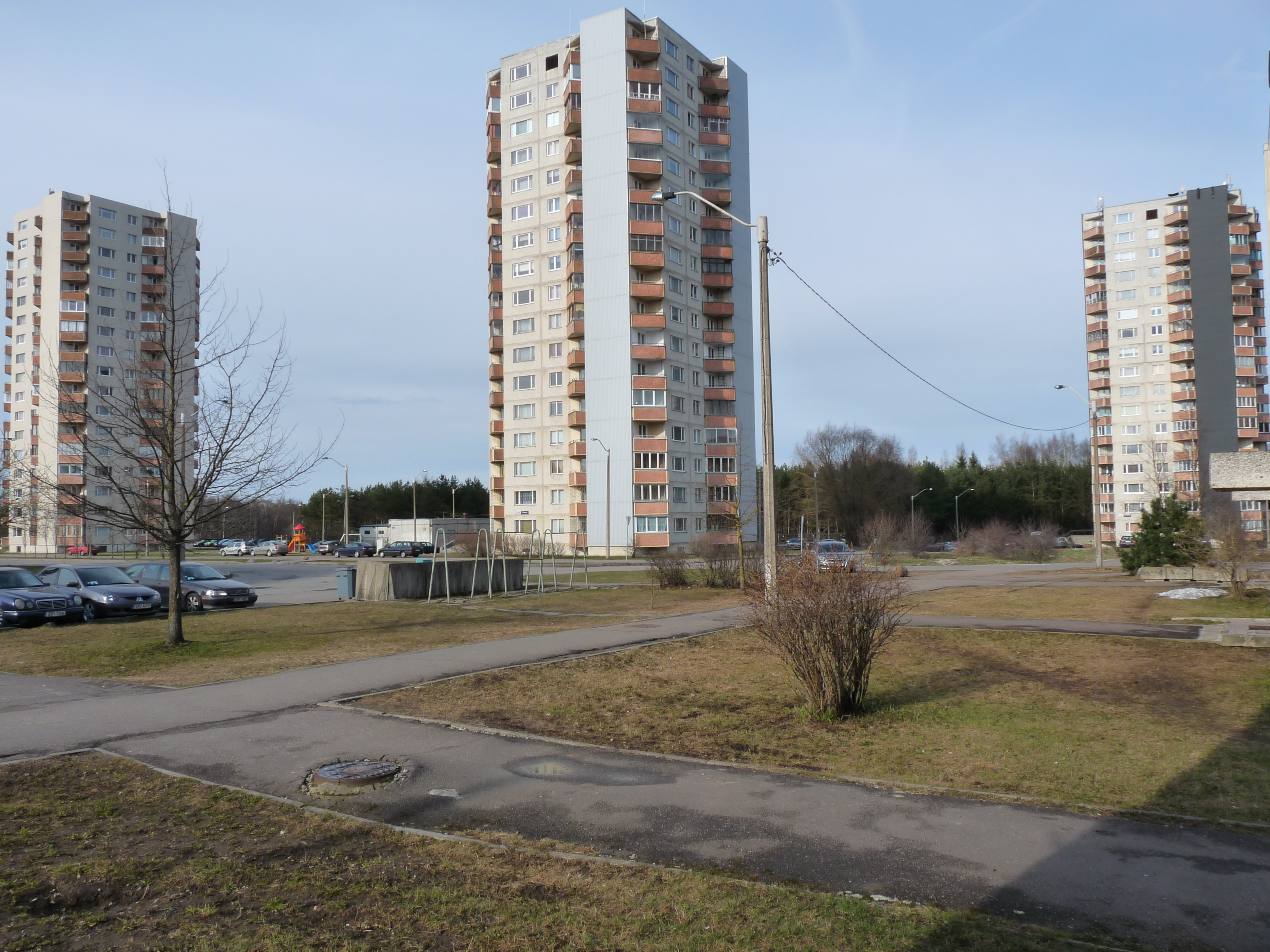
Висотні будинки на вулиці Юмера

Мікрорайон Селі утворений на основі колишнього п'ятого мікрорайону Ласнамяє. Назву мікрорайон отримав на честь хутора Селі села Прійсле, яке в минулому знаходилось на цій території.
Назва хутора, в свою чергу, ймовірно, походить від слова selg або seljandik (спина, хребет). Хутору належало 79 гектарів землі і на його території знаходилось два житлових будинки.
У радянські часи мікрорайон був забудований панельними 5-ти та 9-ти поверховими будинками. На східній межі знаходяться також 17-ти поверхові будинки.

## Населення
За даними самоуправління Таллінна, на січня 2014 року населення Селі складало 13 039 мешканців. Чоловіків серед них 45%. Естонці складали 20% жителів мікрорайону.
| 2008   | 2010     | 2011     | 2012     | 2014     |
| ------ | -------- | -------- | -------- | -------- |
| 13 102 | ↗ 13 152 | ↘ 13 095 | ↘ 12 997 | ↗ 13 039 |